# Johann Zeisold

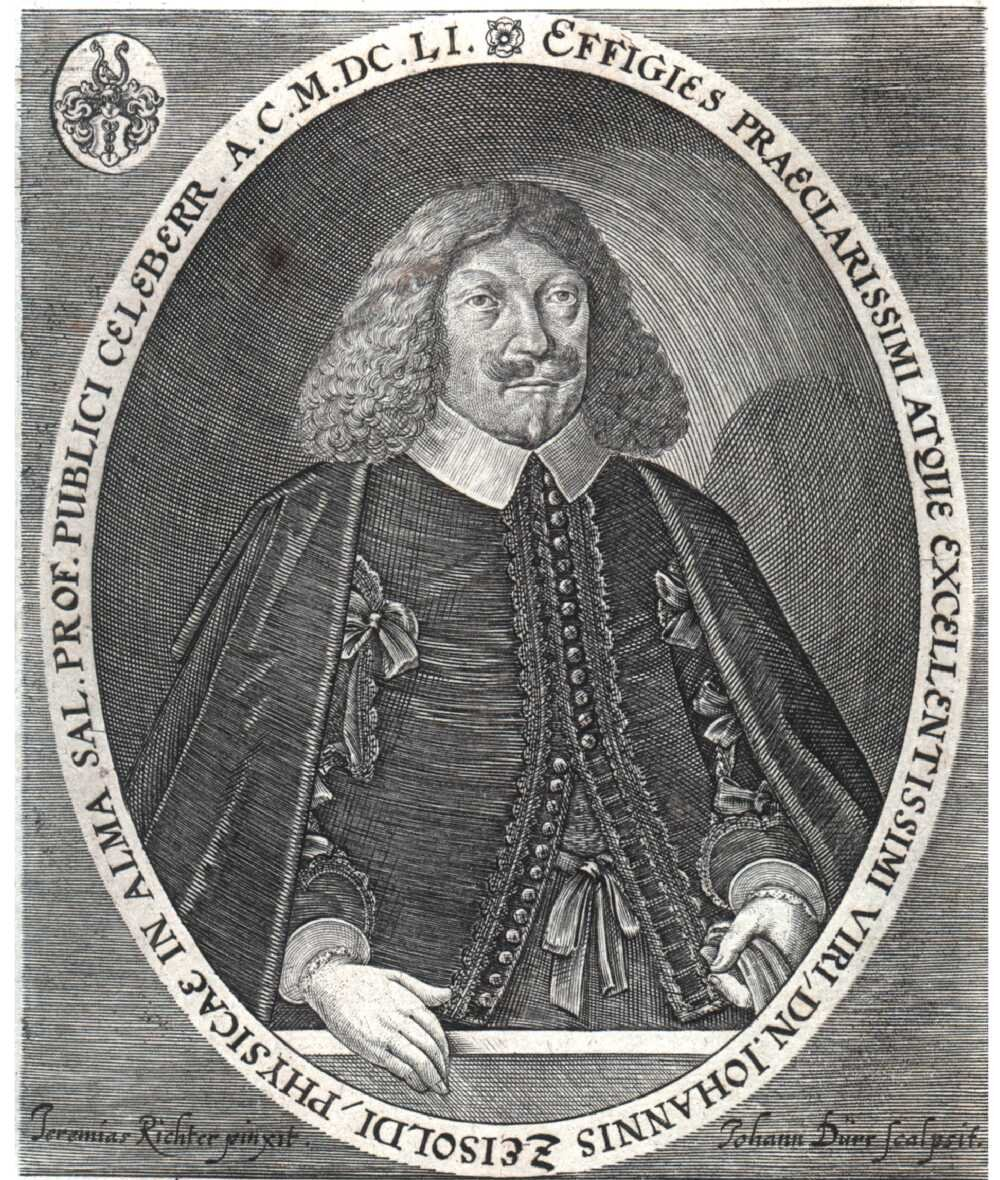
Johann Zeisold

Johann Zeisold (* 7. Juli 1599 in Gauern; † 26. Juni 1667 in Jena) war ein deutscher Physiker.

## Leben
Zeisold war der älteste Sohn des Pfarrers und Liederdichters Fabian Zeisold (* 15. Februar 1571; † 21. Oktober 1637) und dessen erster Frau Sibylla Clauder (* 18. September 1573; † 11. Januar 1634). Er besuchte ab 1611 die Schule in Neustadt an der Orla, ab dem 18. Dezember 1614 die Schule in Altenburg bei Joseph Clauder und am 22. Juni 1618 die Schule in Zwickau bei Johann Zechendorf. Im Sommersemester 1619 begann er an der Universität Jena ein philosophisches Studium. Hier absolvierte er die Vorlesungen von Daniel Stahl, Heinrich Hofmann (1576–1652), Michael Wolf (1584–1623) und dem damaligen Adjunkten Hieronymus Praetorius (1595–1651).
Nachdem er sich am 6. August 1622 den akademischen Grad eines Magisters der philosophischen Wissenschaften erworben hatte, wendete er sich theologischen Studien zu. Dazu frequentierte er 1623 bei Heinrich Höpfner an der Universität Leipzig Vorlesungen und zog am 3. Mai 1624 an die Universität Wittenberg, wo Balthasar Meisner und Jakob Martini seine Lehrer wurden. In Wittenberg erwarb sich Zeisold am 30. April 1625 die Vorlesbefähigung für Hochschulen als Magister legens und kehrte nach Jena zurück. In Jena setzte er seine theologischen Studien bei Johann Gerhard und Johann Himmel fort. Auch beteiligte er sich am Vorlesungsbetrieb der Jenaer Salana. Am 13. Februar 1627 wurde er als Adjunkt an der philosophischen Fakultät aufgenommen und am 13. Dezember 1633 Professor Physik in Jena. Aus gesundheitlichen Gründen wurde seine Professur am 8. Februar 1655 in eine außerordentliche Honorarprofessur gewandelt. Er hatte einen Schlaganfall erlitten, von dem er sich nie wieder richtig erholte. Zeisold beteiligte sich auch den organisatorischen Aufgaben der Jenaer Hochschule. So war er einige Male Dekan der philosophischen Fakultät gewesen und in den Sommersemestern 1637, 1645, 1651 Rektor der Alma Mater. Nach seinem Tod wurde er in der Jenaer Kollegienkirche am 29. Juni begraben, wo man ihm auch ein Epitaph errichtete.

## Familie
Zeisold hatte am 1. März 1626 Barbara Katharine Engelschall (* 4. Dezember 1618; † 1. März 1684) geheiratet, die Tochter des Gastwirtes und Ratsherrn in Schleiz Johannes Engelschall († 12. Mai 1640) und dessen Frau Dorothes Albert (* 1592; † 14. Januar 1661).
Aus der Ehe stammt ein Sohn Johannes, welcher jedoch drei Monate nach seiner Geburt 1627 verstarb. Nach Zeisolds Tod heiratete seine Witwe 1668 in Jena den späteren Professor der Rechte an der Universität Altdorf, Heinrich Link (* 13. Juli 1642; † 21. Januar 1696).
Der evangelische Theologe Philipp Zeisold (* 13. Februar 1607; † 9. Dezember 1675) war sein jüngerer Bruder. Dieser war mit Susanne (geborene Engelschall, 1615–1666), der Schwester von Zeisolds Ehefrau, verheiratet. Sie hatten zwei Söhne, Johannes und Philipp, sowie mehrere Töchter.

## Werke (Auswahl)
- Pneumaticae Pars Generalis De Spiritu Et Eius Attributis In Communi, Decem Disputationibus inclusa, & in Inclyta Salana ad disputandum publice proposita. Jena 1634 (archive.thulb.uni-jena.de).
- Theoriam princioiorum Physicorum, Disputationibus VIII inclusam, quibus doctrina Arithorelico Peripatetica exponitur, et cum ea, quae Professor quidam in vicina Academia in Dissertatione sua de principiis Coporis Naturalis contra eandem opposuit, examinantur, rum sententia nostra es ipsius asseclarumque principiis ac hypothesibus probatur et confirmatur. Jena 1647.
- Examen Physicae ejusdem. Jena & Wittenberg 1647.
- Traducem non Traducem. Jena 1647.
- Parasceve ad vindicias traduci non traduci. Jena 1648.
- Disp. Breves et succinctae theses delineanteset comprehendentes doctrinam nobilissimam nebilissimi coporis coeli. Jena 1648.
- Disput. Metaphys. de causis in genere. Jena 1648.
- De natura Seminis. Erfurt 1649.
- Triad Disputationum Miotologicarum, qua rum prima de misti generatione et constitutione. Jena 1649.
- Disputatioem Anti-Apologeticam pro examine Physicae Sperlinginae primam de naturae Physicae. Jena 1651.
- Processus Disputandi Sperlingianus monstratus. Jena 1651 (archive.thulb.uni-jena.de).
- Disp. de humoribus corporis humani. Jena 1652.
- Theoriam coporis naturalis et principiorum ejus essentialium, Disputationibus XI inclusam, quibus doctrina Peripatetica es Aristotele explicatur, vera sententia firmis argomentis probatur, et a Novorum quorundam Philolophorum censuris vindicatur. Jena 1647.
- De notitiis natuarlibus. Jena 1654.
- Institutiones Physicas. Jena 1656.
- Diss. de anima seperata. Jena 1657.
- In quo ea, quae ad specialem partem spectant, perspicuè explicantur, & fundamentis Aristotelicis deducuntur. Jena 1657 (archive.thulb.uni-jena.de).
- Physicas meditat. Jena 1657.
- Disput. de voluntate. Jena 1658.
- Diss. de animae humanae propagatione. Jena 1659.
- De sententiae, creationem animae rationalis statuentis, antiquitate. Jena 1660.
- Speculum philotheosophico -practicum. Leipzig 1660.
- Collegium Logicum. Jena 1660.
- Diatribe Historico-Elenctica De sententiae Creationem animae rationalis statuentis, antiquitate & veritate; Nec Non De sententiae propagationem animae rationalis per traducem statuentis, novitate & absurditate. Jena 1662 (archive.thulb.uni-jena.de).
- Anthropologiam physicam. Jena 1666.
- Tractatus de Consensu et dissensu Aristotelis in illis, quae ex lumine naturae innotescunt, cum Scriptura S. Jena 1667.